# Cymindis andreae
Cymindis andreae es una especie de coleóptero de la familia Carabidae.

## Distribución geográfica
Habita en Afganistán, Armenia, Azerbaiyán, Chipre, Egipto, Georgia, Irán, Irak; Israel, Kazajistán, Kirguistán, Líbano, Pakistán, Rusia, Arabia Saudita, Tayikistán, Turquía, Turkmenistán, los Emiratos Árabes Unidos y Yemen.